# Mobile Suit Gundam SEED: Federation vs. Z.A.F.T.
Mobile Suit Gundam SEED: Federation vs. Z.A.F.T. est un jeu vidéo de tir au pistolet développé par Capcom et édité par Bandai en 2005 sur System 246, puis porté sur PlayStation 2 et PlayStation Portable. C'est l'adaptation en jeu vidéo de la série en arcade basée sur l'anime Mobile Suit Gundam ; il est plus précisément basée sur la série de 2002 intitulée Mobile Suit Gundam SEED.

## Portage
PlayStation 2
2005
PlayStation Portable
2007 : Mobile Suit Gundam SEED: Federation vs. Z.A.F.T. Portable